# Moravsko-slezská ústřední dráha

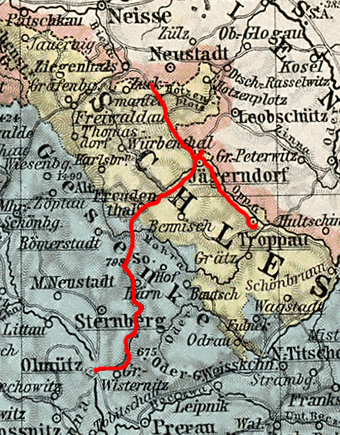
Síť železnic MSCB, nedostavěná trať k Vlárskému průsmyku není zakreslena.

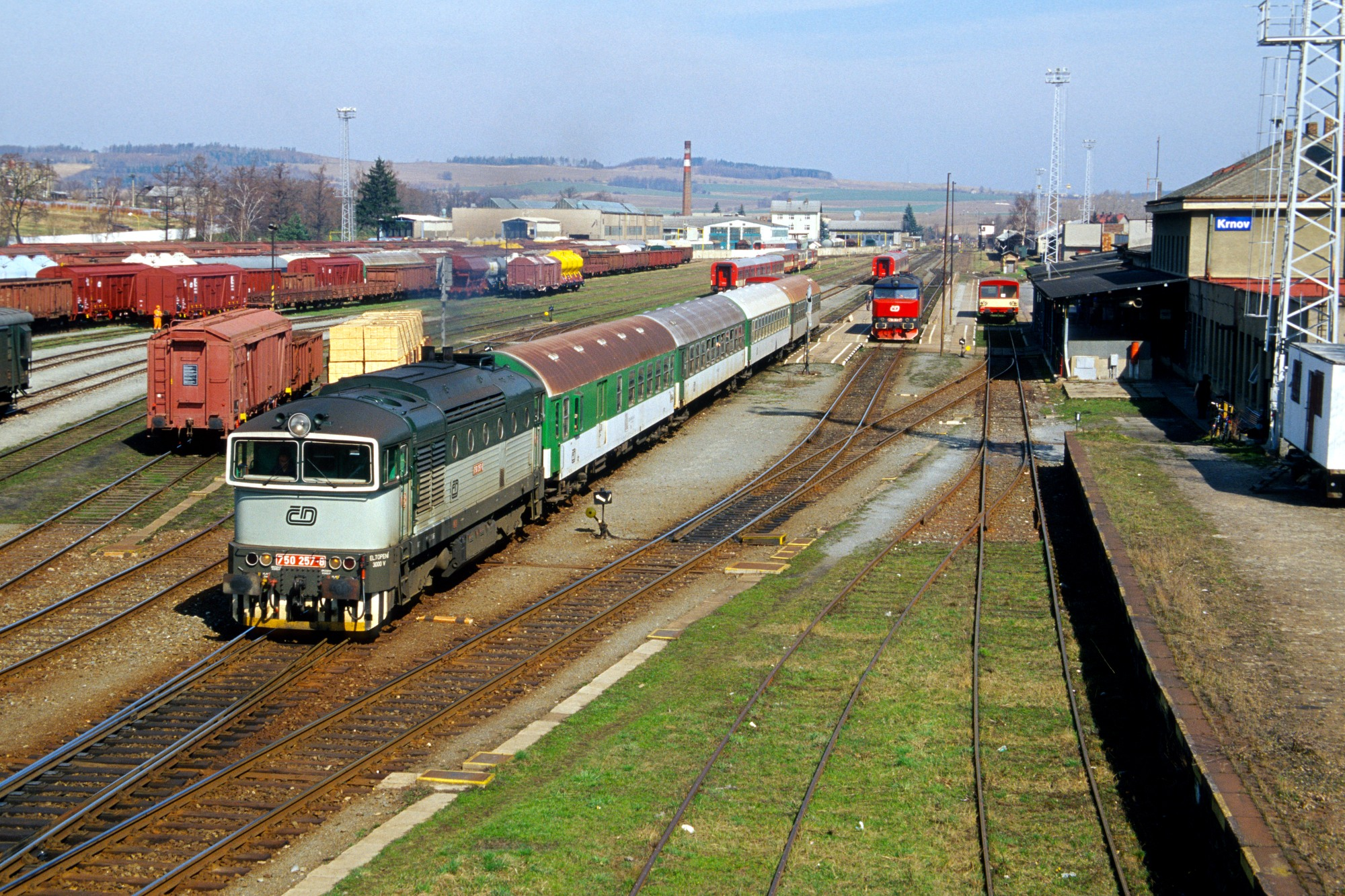
Po propadu hospodaření firmy byla veškerá provozní údržba vozidel soustředěna do železniční stanice Krnov.

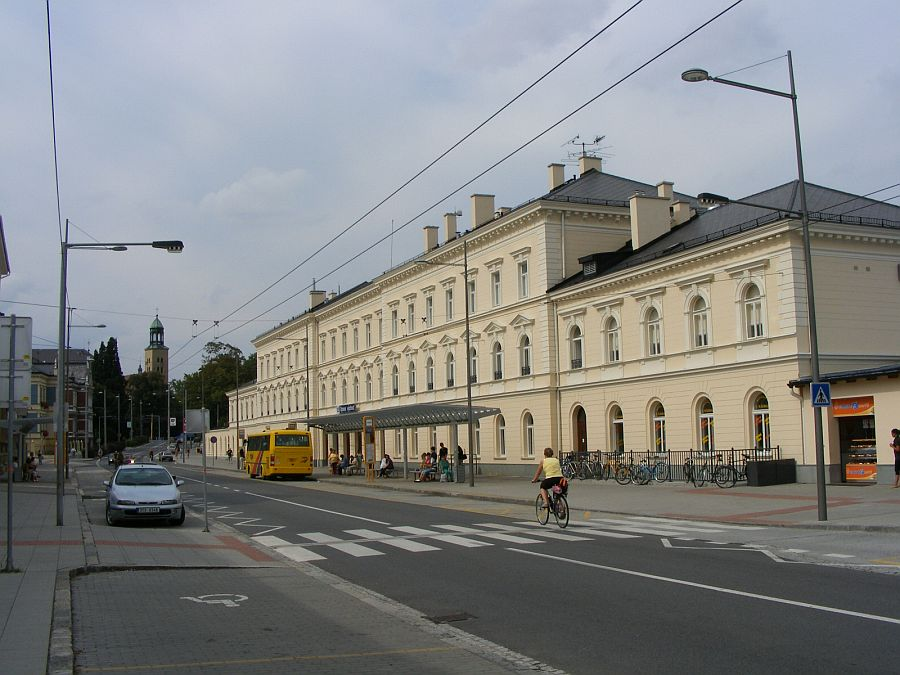
Město Opava i slezský zemský výbor se mnohokráte snažily o začlenění Opavy do železniční sítě monarchie jako významného železničního uzlu.

Moravsko-slezská ústřední dráha (německy k.k. privilegierte Mährisch-Schlesische Centralbahn, zkratka MSCB) byla privátní železniční společnost v Rakousko-Uhersku, která postavila a provozovala tratě mezi Olomoucí, Opavou a Hlucholazy (tehdy pruské město Ziegenhals) a dnes už neexistující přeshraniční spojku z Krnova do tehdejších pruských Hlubčic. 

## Plánování tratí ve Slezsku
Zemský výbor Rakouského Slezska se již od počátku budování železnic v monarchii snažil přivést koleje i do tohoto poněkud odlehlého regionu. Po vybudování odbočné trati ze Svinova do Opavy Severní dráhou Ferdinandovou (KFNB) v roce 1855 sem však již další dráha nesměřovala, přitom se při projektu páteřní tratě z Vídně k pruským hranicím uvažovalo i o tom, že by mohla vést přes Opavu. KFNB však pro takové trasování požadovala od slezské země značný finanční příspěvek, který si zemský výbor nemohl dovolit a tak se slezská metropole musela na delší dobu spokojit pouze se zmíněnou odbočkou ze Svinova.
V dalších letech se objevilo několik dalších projektů na stavbu nové trati vedoucí přes hornatý region Jeseníků, kdy jeden dokonce počítal s tunelem pod Červenohorským sedlem. Privilegium, které získala dceřiná společnost KFNB - Moravsko-slezská severní dráha, jež bylo uděleno v roce 1867, které firmu zavazovalo pro stavbu tratě z Olomouce do Opavy, nesplnila KFNB vůbec. Ještě předtím, v roce 1864, pověřil zemský výbor inženýra Czermaka k vypracování projektu nové slezské dráhy, která měla vycházet z Opavy a v Krnově se měla připojit k pruským železnicím. Czermak však železniční síť pojal jinak a doporučil vystavět tratě v dnešní podobě s připojením na tehdy již existující moravské dráhy. Zemskému výboru se takto navržená síť nelíbila. Zaujala však jiné.

## Moravsko-slezská ústřední dráha
O koncesi na stavbu a provoz trati z Olomouce do Krnova a z Opavy do Hlucholaz s dvojím připojením na pruské železnice dle projektu inženýra Czermaka usilovala skupina zájemců v čele s hrabětem Lichnovským. Získali ji v roce 1869 a v květnu 1870 ustanovili novou společnost s názvem Moravsko-slezská ústřední dráha (někdy je uváděna pod názvem Moravsko-slezská centrální dráha). Společnost byla kryta bankou Allgemeine Agrarbank, která patřila pod bankovní skupinu Union. V roce 1870 byla původní koncese nahrazena novou, patrně kvůli výhodnějším podmínkám, které v té době stát nabízel, k nim patřilo mimo jiné i třicetileté osvobození od daní.
Stavba byla zadána stavební firmě bratří Kleinů, která se zavázala stavbu provést za paušální sumu 12,75 milionu zlatých. V roce 1872 byla hotova kmenová trať i s odbočkami. Na tratích začaly jezdit vlaky a investice se zdála zdařilá.

## Úpadek společnosti
Město Opava, stejně jako jistě i Zemský výbor nebyly spokojeni se situací, kdy hlavní město rakouského Slezska bylo připojeno jen odbočkami hlavních tratí. Proto se Opava zasazovala o stavbu nové trati z Opavy k Vlárskému průsmyku a dále do uherského Trenčína. O koncesi na tuto trať se utkaly dvě konsorcia zájemců, zvítězila však MSCB. V rámci soutěžení s protistranou se vzdala daňových výhod. Poté se vedly další spory o vlastní trasu, kdy města v okolí intervenovala pro to, aby se jim dráha co nejvíc přiblížila. Do projektu též zasahovala armáda s požadavky na příslušné rozšíření stanic pro potřeby vojenských transportů. Stát přikládal této stavbě nejvyšší důležitost. V roce 1873 se začalo stavět v úseku z Opavy do Fulneku. Zakázku na provedení stavby získala firma z Nového Jičína a jako dělníci se zde objevili převážně lidé italské a slovenské národnosti.
Rychlý propad rakouské ekonomiky po krachu na vídeňské burze z května 1873 způsobil prudký odliv zájmu o akcie železničních společností a této náročné stavbě tak brzy vyschly finanční zdroje. Banka Union, která stavbu financovala, viděla ve výnosu ze společnosti MSCB možnou záchranu před vlastním krachem, ale teď už hrozil krach bance i železnici samé, a to i přes to, že stát udělil společnosti pro právě stavěnou trať tzv. státní garanci. Přesto se stavba v roce 1874 zastavila. Podnikání MSCB nadále omezovalo nedodržení závazku ze strany pruských železnic, které nedostavěly slíbenou přípojku z Nysy ke státním hranicím, čímž hraniční přechod prakticky pozbýval smyslu. Přes organizační úsporná opatření a redukci počtu zaměstnanců, se finanční situace společnosti nelepšila.
V roce 1874 se sice oproti předchozímu krizovému roku zvýšilo množství přepravovaného nákladu, dále však poklesla přeprava osob. Vyšlo též najevo, že v souvislosti s krachem dalšího bankovního domu je ohrožena stavba Povážské dráhy, která na trať MSCB měla v Trenčíně navazovat, což by značně ohrozilo rentabilitu projektu. Společnost začala od tohoto projektu rychle ustupovat, ale to již byla zadlužena kvůli nedostatečnému odkupu akcií, který měl zajistit financování stavby. Splácení dluhopisů komplikoval nadále velmi slabý provoz na tratích MSCB v roce 1873, kterému též přispívala tvrdá konkurence sousedních drah, především KFNB.
Na konci roku 1874 mohlo být na valné hromadě akcionářů oznámeno snížení zadlužení společnosti díky rozvázání smlouvy s bankou Union. Na konci roku 1875 byla též konečně dána do provozu spojka do Nysy. Postupně byly rozvazovány a vyrovnávány závazky s dodavateli prostředků pro nedostavěnou trať, a to včetně již objednaných vozidel.
V roce 1881 byla ukončena spolupráce s původně hlavním finančním partnerem MSCB – bankou Union, která již od roku 1873 nebyla schopna vydávat další akcie. Akciový podíl Unionu získal jiný akcionář, který již předtím měl ve společnosti svůj podíl. Hospodaření společnosti však bylo nadále ztrátové.
Problematické hospodaření MSCB bylo několikrát terčem interpelací poslanců a bylo jedním z motivů k vydání tzv. Sekvestračního zákona z roku 1877, který umožňoval zestátnění soukromých železničních společností respektující podmínky obsažené v podmínkách koncesí tak, jak jim je stát dříve udělil. Musíme si totiž uvědomit, že podle koncesního zákona platícího od roku 1855 se stát několika způsoby podílel též na financování stavby i provozu většiny tratí. Tato státní podpora pak na začátku 70. let vedla též k přepálení ekonomiky, což si vyžádalo pozdější úpadek několika železničních společností.
K zestátnění společnosti došlo v roce 1895.